# Conde da Fonte Bela
Conde da Fonte Bela é um título nobiliárquico criado por D. Luís I de Portugal, por Decreto de 12 de Outubro de 1870, em favor de Mariana Isabel de Meneses de Amorim, viúva do 1.º Barão da Fonte Bela, em virtude de ele ter falecido.
Titulares
1. Mariana Isabel de Meneses de Amorim, 1.ª Condessa da Fonte Bela;
2. Jacinto da Silveira Gago da Câmara, 3.º Barão e 2.º Conde da Fonte Bela.

Após a Implantação da República Portuguesa, e com o fim do sistema nobiliárquico, usaram o título: 
1. Rui Gago da Câmara, 3.º Conde da Fonte Bela, 2.º Conde dos Fenais.